# Riserva naturale Sfilzi
La riserva naturale Sfilzi è un'area naturale protetta della regione Puglia istituita nel 1971. La riserva occupa una superficie di 56 ettari in provincia di Foggia, all'interno del Parco nazionale del Gargano.